# Zielone Kamedulskie
Zielone Kamedulskie (pronunciación en polaco: /ʑɛˈlɔnɛ kamɛˈdulskʲɛ/) es un pueblo en el distrito administrativo de Gmina Suwałki, dentro del Distrito de Suwałki, Voivodato de Podlaquia, en el noreste de Polonia. Se encuentra aproximadamente 3 kilómetros al oeste de Suwałki y 109 kilómetros al norte de la capital regional, Białystok.